# Northwoods
Northwoods és una població dels Estats Units a l'estat de Missouri. Segons el cens del 2000 tenia 4.643 habitants.

## Demografia
Segons el cens del 2000, Northwoods tenia 4.643 habitants, 1.718 habitatges, i 1.262 famílies. La densitat de població era de 2.524,9 habitants per km².
Dels 1.718 habitatges en un 25,7% hi vivien nens de menys de 18 anys, en un 39% hi vivien parelles casades, en un 28,8% dones solteres, i en un 26,5% no eren unitats familiars. En el 23,7% dels habitatges hi vivien persones soles el 8,3% de les quals corresponia a persones de 65 anys o més que vivien soles. El nombre mitjà de persones vivint en cada habitatge era de 2,63 i el nombre mitjà de persones que vivien en cada família era de 3,09.
Per edats la població es repartia de la següent manera: un 24,1% tenia menys de 18 anys, un 8,1% entre 18 i 24, un 24,1% entre 25 i 44, un 28,2% de 45 a 60 i un 15,6% 65 anys o més.
L'edat mediana era de 40 anys. Per cada 100 dones de 18 o més anys hi havia 73 homes.
La renda mediana per habitatge era de 37.938 $ i la renda mediana per família de 42.475 $. Els homes tenien una renda mediana de 28.953 $ mentre que les dones 27.334 $. La renda per capita de la població era de 19.803 $. Entorn del 8,3% de les famílies i el 10,2% de la població estaven per davall del llindar de pobresa.

## Poblacions més properes
El següent diagrama mostra les poblacions més properes.